# ناو کاتوری
ناو کاتوری (به انگلیسی: Japanese cruiser Katori) یک کشتی بود که طول آن 129.77 meters بود. این کشتی در سال ۱۹۳۹ ساخته شد.